# Les Amours secrètes
Pour plus de détails, voir Fiche technique et Distribution.
Les Amours secrètes est un film français réalisé par Franck Phelizon, sorti en 2010.

## Fiche technique
- Titre français : Les Amours secrètes
- Réalisation : Franck Phelizon
- Scénario : Franck Phelizon
- Photographie : Raphaël Pannier
- Montage : Luc Barnier
- Production : Julian Hicks et Alexandre Piot
- Pays d'origine :  France
- Format : couleur
- Genre : drame
- Durée : 85 minutes
- Date de sortie : 2010

La chanson du film, S'aimer tellement fort, interprétée par Maurane, est écrite et composée par Nicolas Peyrac.

## Distribution
- Anémone : Margot
- Deborah Durand : Louise
- Grégory Barboza : Hans
- Richard Bohringer : Marcel
- Frédérique Dupré : Huguette
- Sullivan Leray : Robert
- Emni Blakcori : Michel / Albert
- Jérémie Elkaïm : Jean
- Giulia Salvatori : Marie-Louise